# عملیات اسپک: خط مرزی
عملیات ویژه: خط مرزی (به انگلیسی:spec ops:the line) یک بازی ویدئویی در سبک تیراندازی سوم شخص است که توسط استودیو آلمانی یاگر دولوپمنت توسعه یافته و به‌وسیلهٔ ۲کی گیمز در سال ۲۰۱۲ منتشر شده‌است. این بازی در ژوئن ۲۰۱۲ برای پلت‌فرم‌های مایکروسافت ویندوز، پلی‌استیشن ۳ و اکس‌باکس ۳۶۰ در سراسر جهان عرضه شد. نسخه سیستم‌عامل اواس ده در نوامبر ۲۰۱۳، و لینوکس در مه ۲۰۱۵ در دسترس قرار گرفتند. این بازی به عنوان دهمین قسمت، و همچنین نسخه‌ای بازشروع در مجموعه بازی‌های عملیات اسپک به‌شمار می‌رود.

## داستان
بزرگ‌ترین طوفان شن در دبی آمده است. ژنرال جان کانراد، ژنرال آمریکایی است که در حال بازگشت از افغانستان میباشد. او به همراه گردان ۳۳ متوجه طوفانی که در شهر دبی آمده است می شوند و به شهر میروند تا اوضاع را درست کنند. جان کانراد و گردان ۳۳ از سوی ارتش آمریکا پیام دریافت می کنند که : نه ، به مقر برگردید ! اما کانراد برای کمک به مردم دبی از دستور سر پیچی می کند. زمان می گذرد، گردان ۳۳ زمین گیر و تمام ارتباطات قطع می شود. کشور ، دبی را منطقه غیر قابل سکونت خوانده و تمام پرواز ها به آنجا را لغو می کند. گردان ۳۳ برای سرکوب آشوب ها حکومت نظامی اعلام می کند که موجب تشکیل گروه های مختلف مردمی می شود. افرادی از گردان ۳۳ شورشی علیه کانراد می کنند ، اوضاع خراب است... پیامی که بالاخره به بیرون ارسال می شود : من ، جنرال کانراد هستم ، دبی از بین رفته ، همه چیز از بین رفته ، من اعلام میکنم که شکست خوردم. در همین حین ، ارتش آمریکا بهترین تیم دلتای خود را که شامل ( کاپیتان مارتین واکر ) ، گروهبان لوگو و آدامز میشود را را به دبی میفرستد تا وضعیت کانراد رو تایید و به مرکز گزارش کنند، اما از همان اول شورشی ها به آنها حمله می کنند چون گردان ۳۳ منابع آب که مانند طلا در شهر بود را تصرف کرده بودند و شورشی ها هرگونه سرباز آمریکایی ای را که که میدیدند، می کشتند. داستان ادامه پیدا میکنه و مشکل ، از جایی آغاز میشود که نیرو های گردان ۳۳، آنها را با افراد سی آی ای اشتباه میگیرند ...

## نکات جالب بازی
۱. اعراب به زبان فارسی صحبت می کنند
۲. بازی نسبت به سال انتشار خود ، کیفیت بسیار خوبی دارد
۳. بازی دارای چند پایان است 